# Moto-ha Yoshin Ryu
Moto-ha Yōshin Ryū (本派楊心流) är en japansk kampsport som grundades 1999 av Yasumoto Akiyoshi sedan denne lämnat den traditionella jujutsuskolan Hontai Yoshin Ryu. Yasumoto hade vid det laget uppnått nivån åtta dan och tränat under sjuttonde och artonde stormästaren inom Hontai Yoshin Ryu.
Yasumoto har sedan 1981 främst undervisat i jujutsu runt om i Europa. Under 1990-talet skedde undervisningen främst i Sverige och beslutet att grunda en egen kampskonst togs i Danmark. Den 18 oktober 1999 var dagen då första undervisningstillfället i Moto-ha Yōshin Ryū skedde på danska Værløse selvforsvarsklub. Kampsporten är idag mest populär i Danmark och Sverige.